# Киплагат, Флоренс
Флоренс Джебет Киплагат — кенийская легкоатлетка, которая специализируется в беге на длинные дистанции. Чемпионка мира по кроссу 2009 года. Двукратная чемпионка мира по полумарафону 2010 года, в личном первенстве и в командном зачёте.
Принимала участие на чемпионате мира 2009 года на дистанции 10 000 метров, где заняла 12-е место.

## Спортивная карьера
Серебряный призёр 15-километрового пробега Zevenheuvelenloop в 2010 году. В 2011 году выиграла Берлинский марафон с результатом 2:19.44.
16 февраля 2014 года на Барселонском полумарафоне установила мировой рекорд — 1:05.12.
13 апреля 2014 года заняла 2-е место на Лондонском марафоне с результатом 2:20.24, уступив лишь 3 секунды победительнице Эдне Киплагат.
15 февраля 2015 года вновь установила мировой рекорд на Барселонском полумарафоне — 1:05.09. Рекорд выполнен в смешанном забеге, то есть он бежала вместе с мужчинами в одном забеге. По ходу дистанции она также установила новые мировые рекорды на 15 и 20 километров по шоссе.

## Личная жизнь
Замужём за Мозосом Мосопом, от которого в 2008 году родилась дочь Аиша.